# Rhinoptilus cinctus
Il corrione di Heuglin (Rhinoptilus cinctus, Heuglin 1863) è un uccello della famiglia Glareolidae.

## Sistematica
Rhinoptilus cinctus ha cinque sottospecie:
- R. cinctus balsaci
- R. cinctus cinctus
- R. cinctus emini
- R. cinctus mayaudi
- R. cinctus seebohmi

## Distribuzione e habitat
Questo corrione vive in Africa, dall'Etiopia a est e l'Angola a ovest, al Sudafrica a sud. È accidentale in Ruanda e Sudan.